# Gürhan Özoğuz
İbrahim Gürhan Özoğuz (* 25. August 1963 in Hamburg) ist ein türkischstämmiger Verfahrenstechniker. Der Schiit gründete 1999 zusammen mit seinem Bruder Yavuz Özoğuz die ehemals vom deutschen Verfassungsschutz beobachtete antisemitische Website Muslim-Markt.
Die Beobachtung durch den Verfassungsschutz der von den Brüdern Gürhan und Yavuz Özoğuz betriebenen Website wurde mit Sympathien zum theokratischen Regierungssystem der Islamischen Republik Iran und entsprechender antizionistischer und antiisraelischer Agitation auf der Seite begründet. Die Brüder erklärten im Juni 2004 „eine wirkliche Verfassung, die hat nur der Gottesstaat allein“ und „Imam Khamenei weist uns an“.
Özoğuz ist Geschäftsführer der m-haditec GmbH aus Bremen, welche Treppen vertreibt sowie Halāl-Produkte zertifiziert und Trinkwasseraufbereitung betreibt. Über den angeschlossenen Verlag Eslamica werden zudem islamische Publikationen veröffentlicht.
Özoğuz’ Schwester ist die SPD-Bundestagsabgeordnete und Bundestagsvizepräsidentin Aydan Özoğuz.

## Bücher
- Wir sind „fundamentalistische Islamisten“ in Deutschland. Eine andere Perspektive
- Treppenbau für „Nichtprofis“. Welche Treppe ist die richtige für mich, und wie baue ich diese auf?